# 고와타역
고와타역(일본어: 木幡駅)은 일본 교토부 우지시에 위치한 게이한 전기 철도 우지 선의 철도역이다. 역 번호는 KH 75이며, 상대식 승강장 2면 2선의 구조를 갖춘 지상역이다.

## 타는 곳
| 1 | ■ 우지 선 | 상행 | 히라카타시 · 요도야바시 · 나카노시마 선 · 데마치야나기 방면 |
| 2 | ■ 우지 선 | 하행 | 우지 방면                                                   |

## 이용 현황
| 연도   | 하차 인원 |
| ------ | --------- |
| 2003년 | 3,438     |
| 2004년 | 3,421     |
| 2005년 | 3,381     |
| 2006년 | 3,236     |
| 2007년 | 3,271     |
| 2008년 | 3,279     |
| 2009년 | 3,244     |
| 2010년 | 3,208     |
| 2011년 | 3,115     |
| 2012년 | 3,126     |
| 2013년 | 3,099     |
| 2014년 | 3,129     |
| 2015년 | 2,970     |

## 역 주변
- JR 서일본 나라 선 고하타역
- 고하타 신사
- 교토 의료 소년원

## 인접 역
| 게이한 전기 철도 우지 선     | 게이한 전기 철도 우지 선 | 게이한 전기 철도 우지 선 |
| ---------------------------- | ------------------------ | ------------------------ |
| KH 73 간게쓰쿄 주쇼지마 방면 | ■ 우지 선                | 오바쿠 KH 75 우지 방면   |